# 마거릿 미드
마거릿 미드(영어: Margaret Mead, 1901년 12월 16일 ~ 1978년 11월 15일)는 현대 미국의 인류학자이다. 사모아의 문화인류학적 연구를 한 외에, 제2차 세계대전 때는 식습관위원회의 위원으로서 식생활을 연구하였다.
1979년 1월 19일 지미 카터는 고인이 된 그녀에게 대통령령의 자유에 대한 메달을 수여하였다.
성공회신자로 1979년판 공동기도서의 초안을 만드는 데 참여하였다.

## 생애
다섯 자녀 중 첫째인 마가렛 미드는 필라델피아에서 태어났지만 근처 펜실베이니아주 도일스타운에서 자랐다. 그녀의 아버지는 와튼 스쿨의 교수였고 그녀의 어머니는 이탈리아 이민자들을 연구한 사회학자였다.
미드는 1923년에 학사 학위를 취득하고 컬럼비아 대학교에서 프란츠 보아스와 루스 베니딕트 교수의 지도를 받으며 공부를 시작했으며 1924년에 석사 학위를 취득했다. 그녀는 1929년 컬럼비아 대학교에서 박사 학위를 받았다.
제2차 세계대전 동안 미드는 그레고리 베이트슨, 루스 베네딕트 등 다른 사회과학자들과 함께 여러 가지 책임을 맡았다.  1942년 미드는 전쟁 중 미국 시민들의 식량 조달 능력과 전반적인 식단에 관한 데이터를 수집하는 역할을 한 국립 연구 위원회의 식습관 위원회의 전무 이사로 재직했다. 그녀는 1946년부터 1969년까지 미국 자연사 박물관에서 민족학 큐레이터로 일했다. 그녀는 1948년에 미국 예술 과학 아카데미, 1975년에 미국국립과학원, 1977년에 미국철학학회의 회원으로 선출되었다. 그녀는 1954년부터 1978년까지 뉴 스쿨과 컬럼비아 대학교에서 시간강사로 재직하였고, 1968년부터 1970년까지는 포덤 대학교 링컨 센터 캠퍼스에서 인류학 교수이자 사회과학부 학과장을 역임하며 인류학과를 창립했다. 1970년에 그녀는 로드아일랜드 대학교의 사회학과 인류학 명예교수로 교수진에 합류했다.

## 연구
미드의 민족지학 작업은 1926년 마누아 군도의 타우 섬에 사는 사모아 소녀와 여성의 삶을 기술했다. 이 책에는 아이들이 어떻게 양육되고 교육되는지, 성관계, 춤, 성격 발달, 갈등, 그리고 여성들이 어떻게 노년기에 성장하는지에 대한 분석이 포함되어 있다. 미드는 사모아의 청소년기와 미국에서의 청소년기를 명확히 대조하고자 했다.
미드의 연구 결과에 따르면, 이 지역 사회는 15세나 16세가 될 때까지 남자아이와 여자아이를 모두 무시하는 것으로 나타났다. 그 전까지 아이들은 지역 사회에서 사회적 지위가 거의 없었다. 미드는 또한 결혼이 남편과 아내의 부, 계급, 직업 기술이 고려되는 사회적, 경제적 마련으로 여겨진다는 것을 발견했다. 미드는 결혼 외에 두 가지 유형의 성관계를 구분했다. 이러한 관행에서 제외되는 경우는 족장과 결혼한 여성, 처녀성이 요구된 의례용 공주인 타우포라는 칭호를 가진 젊은 여성이다. 미드는 사모아 청소년들이 동성애적 관계를 포함하여 자유롭고 실험적이며 개방적인 성적 관계를 자주 맺는다고 설명했는데, 이는 미국의 주류 성에 대한 규범과 어긋나는 것이었다.

## 같이 보기
- 그레고리 베이트슨
- 영상인류학
- 조라 닐 허스턴

## 참고 자료
- 이 문서에는 다음커뮤니케이션(현 카카오)에서 GFDL 또는 CC-SA 라이선스로 배포한 글로벌 세계대백과사전의 내용을 기초로 작성된 글이 포함되어 있습니다.